# Siberut

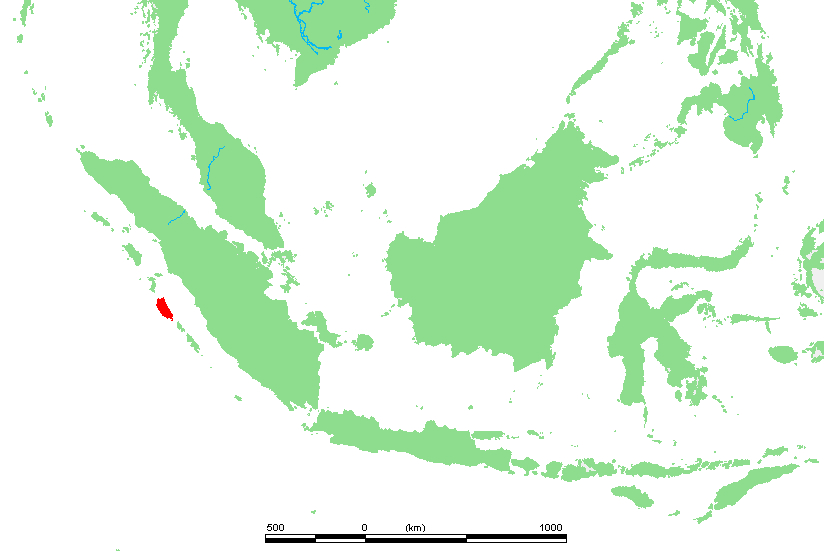
Siberut i Indonesien

Siberut är den största av Mentawaiöarna, som ligger väster om Sumatra och tillhör Indonesien. Den är hem för mentawaifolket.